# Харисова матрица
Харисова матрица је један од метода бележења археолошких слојева током археолошког ископавања. У Србији се тренунтно практикује на локалитету Винча — Бело брдо надомак Београда под руководством професора Ненада Тасића.

## Едвард Харис
Едвард Харис је рођен и одрастао на Бермудским остравима. Први пут је напустио своје обале када је имао 13 година, да посјети своју баку у Америци. Од тада, он је већи дио живота провео путујући и истражујући као туриста, археолог и историчар.
Провео је 1972. годину на ископавању историјског града Бергана на западној обали Норвешке, а касније је истраживао један ранији период у Персијском заливу. Двије главне области његовог истраживања су: археолошке методе ископавања посматране из теоријског угла, док је друга везана, више практично, за историју утврђењā на Бермудским острвима.
Он је у 1973. години измислио Харисову матрицу уз помоћ које су археолози први пут били у стању да „виде“ у облику дијаграма стратиграфске секвенце на сложеним археолошким и геолошким налазиштима. То је довело до интезивног петогодишњег истраживања метода запослених од стране археолога на ископавањима, која су недовољна за правилно разумјевање стратиграфије на њиховим налазиштима. Резултат овог путовања било је објављивање књиге „Принципи археолошке стратиграфије“ од стране Академик преса 1979. године.
Од 1982. године он је био сарадник Друштва антиквара, а 1991. године је био сарадник у Џон Картер Браун библиотеци и Браун Универзитету. Поред главних својих академских достигнућа, Харис је био дубоко укључен у рестаурацију двије главне историјске зграде на Бермудским острвима, за које је 1994. године добио награду „Палмето“, највише признање које додјељује престижни Бермудски Национални фонд.

## Закони о геолошкој стратиграфији
Харис је своја разматрања о археолошкој стратиграфији засновао на аналогији са геолошким методом бележења природних слојева. Геолошка стратификација је формирана од стране цикличног процеса или разголићења, уздизањем земље или њеним удубљивањем испод мора. Једном	учвршћења стратификација може бити поништена, разбијена и разорена или замјењена од својих првобитних околности.

## Закони археолошке стратиграфије
Постојала су три аксиома који су се односили на слојеве стјена: Закони о суперпозицији, оригиналној хоризонтали и оригиналном континуитету. Први претпоставља да су у стратиграфској маси горњи слојеви млађи и доњи старији. Други закон каже да ће слојеви формирани пор водом имати генерално хоризонталне површине и да слојеви сад имају равне површине од времена њиховог таложења. Први аксиом подразумјева да је свака наслага првобитно била цијела, без изложених ивица. Уколико се ивице сада могу пронаћи изложене, то је резултат ерозије или дислокације наслаге, тј. слоја.
Иако су ови закони примјењивани у геологији, они су без много исправки и допуна, чак често и без њих примјењивани за археолошку статификацију. Неки археолози су сматрали да између геолошких и археолошких слојева нема разлике. Међутим, Харис је указао да то није потпуно тачно и да археолошки слојеви могу у доста сложенијем и компликованијем односу него геолошки.

## Атрибути археолошких слојева
Да би се могло говорити о међусобним односима археолошких слојева прво треба одредити неке њихове главне атрибуте. Природни слојеви, слојеви направљени од стране човјека и усправни слојеви имају следеће неисторијске стратиграфске карактеристике (енгл. features):

#### Лице
Лице или оригинална површина је појам се користи за разликовање оригиналне горње површине слоја од своје доње површине. Развијен је у геологији, као начин да се утврди оригинални редослијед суперпозиције.

#### Контуре граница
Линије које дефинишу јединствен ниво сваке јединице стратификације у хоризонтлним и вертикалним димензијама. Оне се често не приказују на археолошким плановима али често се појављују у одјељцима. Контуре граница нису што и контуре површине.

#### Контуре површине
Ове линије показују топографски рељеф на површини слоја или групу јединица стратификације. Оне су направљене од низа тачкица – удубљења или узвишења као што је забележено на плановима. Оне нису, као што је примарни запис, као што су граничне контуре.

#### Обим и маса
Комбиновањем димензија граничних и површинских контура, запремина и маса јединице стратиграфије се могу утврдити. Већина нивоа ће у својој маси имати број пренесених налаза или објеката од културног, хронолошког и еколошког значај. За разлику од ових понављајућих атрибута, депозити и слојеви на једном археолошком локалитету неће имати следеће заједничке особине: стратиграфску позицију и хронолошки датум.

###### Стратиграфска позиција
Све јединице стратификације ће имати позицију у стратиграфском редоследу на налазишту, који је јединствен за сваку јединицу. Ово је релативна секвенцијална позиција дате јединице у односу на друге јединице. Одређују се по тумачењу стратификације у складу са законима археолошке стратиграфије. Ако се покретним артефактима не може одредити њихова позиција, то је базирано на проучавању односа између јединица стратификације.

###### Хронолошки датум
Све јединице стратификације имају вријеме или датум, мјерено у годинама, вријеме када су створене. У многим случајевима датум се не може утврдити јер зависи од броја предмета, који могу да се нађу у једном депозиту локалитета.

## Археолошка стратиграфија
Стратификација се може дефинисати као било који број међусобно повезаних елемената археолошких слојева који су резултат сукцесивног деловања било природе или човјека. Стратиграфија, с друге стране представља проучавање археолошких слојева чији је циљ да се утврди њихов хронолошки редослијед.
Свако ископавање засновано је на темељном начелу сукцесивности нивоа које полази од претпоставке да су се слојеви земље (или било ког другог материјала) таложили хронолошким редом, тако да је најстарији слој и најнижи. Поред овога потребно је разликовати и двије врсте сучеља слојева: хоризонтална и усправна и сучеља интерфејса.

#### Хоризонтална сучеља
Хоризонтална сучеља су површине слојева који су били депоновани или створени више или мање хоризонталним слојевима и њихов обим је једнак слојевима. Они имају исте стратиграфске односе као депозити и евидентирани су као саставни дио слоја. Хоризонтална сучеља ће бити забележена на плану који приказује граничне контуре депозита и, самим тим показујући границе сучеља.

#### Усправна сучеља
Усправна сучеља слојева настају на површини од једног усправног слоја, најчешће као што је зид. Као што су вертикалне површине, тако ни они немају контуре површине на хоризонталним слојевима. Они обично садрже много архитектонских детаља, као површинских карактеристика, које се евидентирају у профилним цртежима.

#### Сучеља интерфејса
Сучеља интерфејса су она сучеља која настају уништавањем стратификације. Они стварају своје површине и обиме и чине посебне јединице стратификације. Дијеле се на: хоризонталне (дијелови стојећег зида...) и вертикалне (јаме, гробови...).

###### Хоризонтална сучеља интерфејса
Хоризонтална сучеља су повезана са усправним слојевима и означавају нивое до којих су ти депозити уништени. Они такође могу бити резултат дјелимичног рушења објекта у току промјене.

###### Вертикална сучеља интерфејса
Вертикална сучеља интерфејса су резултат копања рупа на већини локалитета, док су хоризонтална сучеља интерфејса појављују само на локалитетима гдје има остатака грађевина. Рупе које се откопавају могле су имати различиту функцију: могле су бити рупе од стуба, јаме (отпадне), гробнице итд. Интерфејси формирани од стране оваквих ископавања често су забележена као дио депозита који попуњавају рупе, а не као засебне јединице стратификације.

## Закони археолошке стратиграфије
Када су укратко изложени и објашњени основни појмови и атрибути археолошких слојева и археолошка стратификација, неизоставно је не навести 4 закона археолошке стратиграфије. Нама су битни да би могли разумјети односе које прати Харисова матрица.

#### Закон суперпозиције
У серији слојева и површина које се додирују, у редослиједу како су настале, плиће цјелине и слојеви су млађи, док су дубље цјелине и слојеви старији, јер је сваки од њих депонован или створен уклањањем постојеће масе археолошке стратификације.

#### Закон оригиналне хоризонтале
Сваки археолошки слој који је депонован у неконсолидованој форми с временом ће имати тенденцију ка диспозицији у хоризонталној равни. Стратуми чије се површине детектују у нагнутим положајима су тако оригинално депоновани или леже у складу са контурама неке старије површине у којој се налазе.

#### Закон првобитне континуалности
Било који археолошки депозит, детектован in situ биће омеђен простором депозиције, или уколико то није случај ивице ће му се тањити што се више удаљавамо од средишњег дијела депозиције. Стога, уколико је ивица неког слоја детектована у вертикалној позицији, дио оригиналног обима цјелине или слоја је уклоњен или ерозијом или копањем. Континуалност се мора тражити или њено непостојање објаснити.

#### Закон стратиграфске сукцесије
Било која јединица археолошке стратификације заузима одређено мјесто у стратиграфској секвенци неког локалитета у односу на најплићи и најдубљи дио стратиграфске секвенце, али се њена релативна хронологија може директно успоставити само у односу на оне цјелине са којима дијели физички контакт, док су такви односи са осталим цјелинама небитни.

## Начин бележења
Харисова матрица је име које је дато за штампани лист папира који садржи празна правоугаона поља где се записује ситуација на терену. Харисова матрица нема другу конотацију, математичку или неку другу: то је просто формат за изкагање стратиграфских односа на локалитету. Резултат дијаграма, који се често назива „матрица“ у стенографији, педставља стратиграфску секвенцу на локалитету. „Стратигафска секвенца“ се дефинише као „редослијед таложења слојева и стварање сучеља интерфејса кроз курс времена“, на археолошком локалитету.
Стратиграфска секвенца је створена интерпретацијом стратификације локалитета у складу са законима суперпозиције, оригиналне хоризонтале и првобитне континуалности. Стратиграфски односи су тиме откривени и преведени са законом о стратиграфској сукцесији на лист Харисове матрице који омогућава формирање стратиграфске секвенце.
Систем матрице признаје само три могућности односа између двије дате јединице стратиграфије.
Користећи ову методу у току ископавања редослијед се може изградити на папиру како напредује рад. На крају ископавања и археолог треба да посједује стратиграфску секвенцу локалитета.
Тешкоће настају, међутим, ако се закон о стратиграфској сукцесији не примјени у процесу израде секвенце. То је зато што су мислили да секвенце представљају све физичке везе. Ови дијаграми представљају релативан низ јединица стратиграфије кроз вријеме: они немају за циљ да покажу копресоване односе који се могу добити на примјер у једном дијелу.
Како су означили стратиграфски развој кроз вријеме, само су најнепосреднији односи битни и значајни. Закон о стратиграфској сукцесији обезбеђује аксиом по којем се одређују ти значајни односи.